# تشارلي فوغن
تشارلي فوغن (بالإنجليزية: Charlie Vaughan)‏ هو لاعب كرة قاعدة أمريكي، ولد في 6 أكتوبر 1947 في مرسيدس في الولايات المتحدة.

## وصلات خارجية
- تشارلي فوغن على موقع دوري كرة القاعدة الرئيسي (الإنجليزية)
- تشارلي فوغن على موقعبيزبول رفرنس.كوم (الدوري الرئيسي) (الإنجليزية)
- تشارلي فوغن على موقعبيزبول رفرنس.كوم (الدوري الثانوي) (الإنجليزية)
- تشارلي فوغن على موقع إي إس بي إن.كوم (أم.أل.بي) (الإنجليزية)
- تشارلي فوغن على موقع مشجعي الرسوم البيانية (الإنجليزية)